# Pseudogiria uniformis
Pseudogiria uniformis är en fjärilsart som beskrevs av Emilio Berio 1965. Pseudogiria uniformis ingår i släktet Pseudogiria och familjen nattflyn. Inga underarter finns listade i Catalogue of Life.